# 위식스
위식스(WE6)는 김광성, 김기혜, 김진, 김혜린, 장태산이 창간한 만화 웹진이다. 위식스란 웹진을 창간한 5명의 만화가와 독자가 함께한다는 뜻이다. 2003년에 창간되어 2009년에 서비스가 종료되었다. 26호부터 60호까지 이코믹스에서 열람할 수 있다. 

## 연재 작품
- 불의 검
- 바람의 나라